# Mangyan

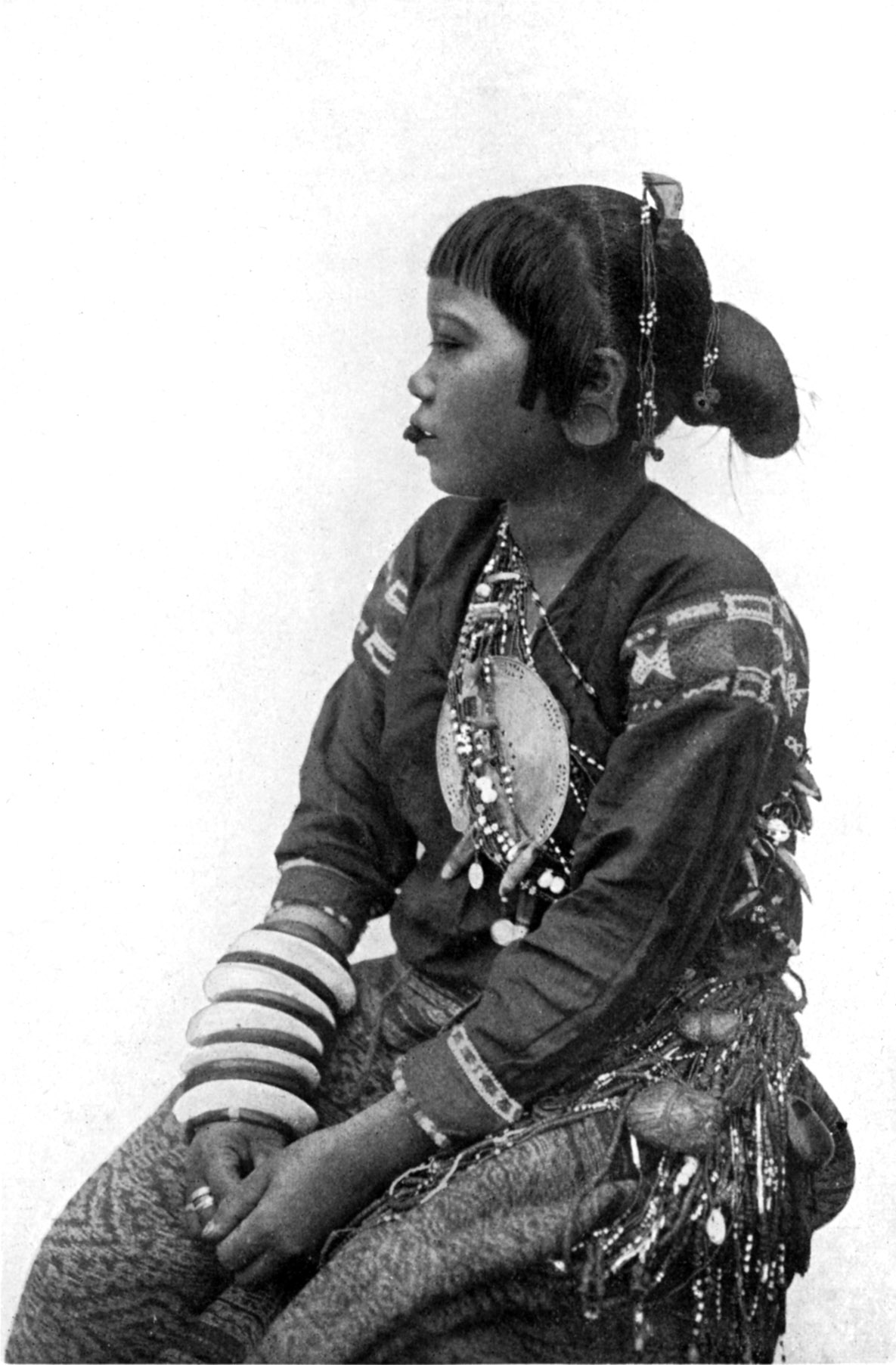
Donna Mangyan in abiti tradizionali (1912)

Mangyan è il nome generico per 8 gruppi indigeni trovati nell'isola di Mindoro, a sud-ovest dell'isola di Luzon nelle Filippine, ognuna col suo nome tribale, la sua lingua e i suoi costumi.
La popolazione si aggira attorno alle 280.000 unità, ma è difficile avere delle statistiche ufficiali per aree remote e per gruppi tribali che hanno poco o per nulla contatti col mondo esterno.